# 岩木山

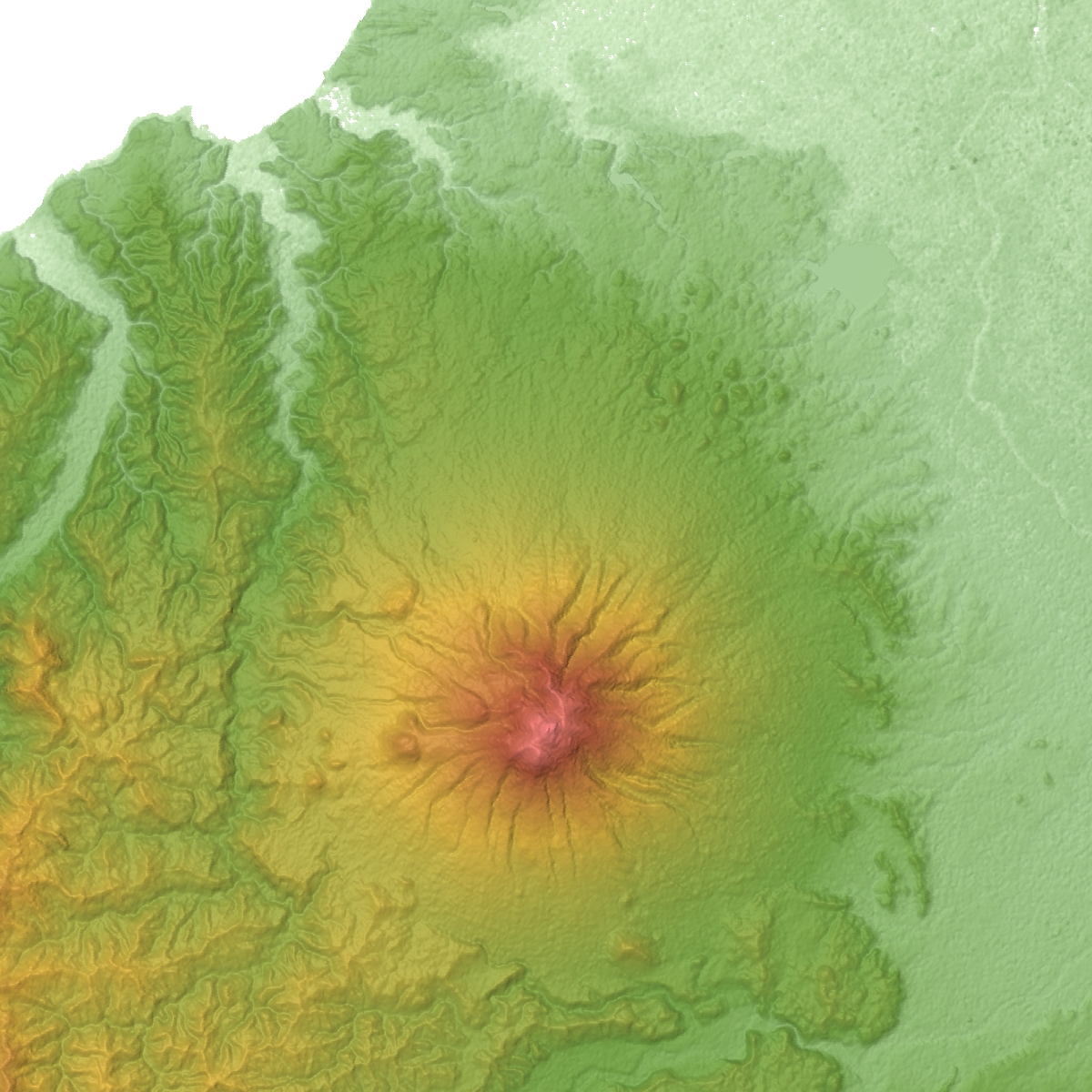
岩木火山の山体地形図

岩木山（いわきさん）は、青森県弘前市および西津軽郡鰺ヶ沢町に位置する火山。標高は1,625 mで、青森県の最高峰。日本百名山および新日本百名山に選定されている。その山容から津軽富士とも呼ばれるほか、しばしば「お」をつけて「お岩木（山）」あるいは「お岩木様」とも呼ばれる。

## 概要
岩木山は円錐形の成層火山で、山頂は三つの峰にわかれており、弘前側からみた右が巌鬼山（岩鬼山）、左が鳥海山とされるが、これらは火山活動により生じた外輪山の一部である。三峰の中心にある岩木山は、鐘状型の中央火口丘であり、山頂に一等三角点が設置されている。もともと山頂にあった直径800mの破壊された火口に溶岩ドームが生じて、現在の三峰のもとになり、それらの溶岩ドームは1万年より新しい。岩木山の西麓や南麓にも3個の側火山があり、他にも山腹に多数の爆裂火口がみられる。また、 山頂から北東にある赤倉沢の馬蹄形火口は大規模な山体崩壊を示しており、北東山麓の岩屑なだれ堆積物には、かつての崩壊の影響による、多数の流れ山地形がみられる。なお、岩木山の地質は安山岩（SiO2 56 - 64%）からなる。
比較的新しい火山のため、高山帯と広葉樹林帯の間に針葉樹林帯が見られず、ダケカンバがそのまま矮小化していく特異な光景が見られる。特産種であるミチノクコザクラ（ハクサンコザクラに近縁種で花がより大型である）と、本州では数少ないエゾノツガザクラなどの高山植物が自生している。
津軽富士とも呼ばれている郷土富士で、太宰治はその山容を「十二単を拡げたようで、透き通るくらいに嬋娟たる美女」と喩えている。富士山と同様に、古くから山岳信仰の対象とされ、山頂には岩木山神社の奥宮が置かれた。江戸時代には弘前藩の鎮守の山とされ、歴代の藩主が岩木山神社に寄進を行ったため、その社殿は荘厳なものとなり、「奥の日光」とも呼ばれた。
山域は1975年（昭和50年3月31日）に、津軽国定公園に指定され、南麓に広がる2,587 haの高原は青森県の岩木高原県立自然公園に指定されている。

## 火山活動史
西暦1600年以前の活動は不明点が多いが、気象庁によると山頂の溶岩ドームは1万年より新しい。約1万2000年前以降の活動は山頂での噴火が中心である。
- 70万年前 - 山体崩壊[12]。
- 30万年前から20万年前 - 噴火と山体崩壊（岩屑なだれ）[13]を繰り返し山体を形成。
- 20万年前から1万年前 - 山麓に側火山を形成[12]。
- 約5万年前から - 西法寺森溶岩ドーム、岩木山頂西と鳥海山ドーム、山頂ドームと中央ドームを形成[14]。
- 約6000年前 - マグマ噴火（岩木山頂西と鳥海山ドーム）[3]。
- 約3000年前 - マグマ噴火[3]。
- 約2000年前 - マグマ噴火。鳥ノ海溶岩ドームを形成[3]。
- 1600年（慶長5年）2月22日 - 鳥の海火口で水蒸気噴火[3]。
- 1618年（元和4年）1月31日 - 水蒸気噴火[3]。
- 1782年(天明2年）11月-1783年（天明3年）6月 - 水蒸気噴火[3]。天明の大飢饉の遠因のひとつ。
- 1845年（弘化2）4月4日 - 噴煙、硫黄噴出[3]。
- 1863年（文久3）3月23日 - 小規模な水蒸気噴火[3]。

## 山岳信仰

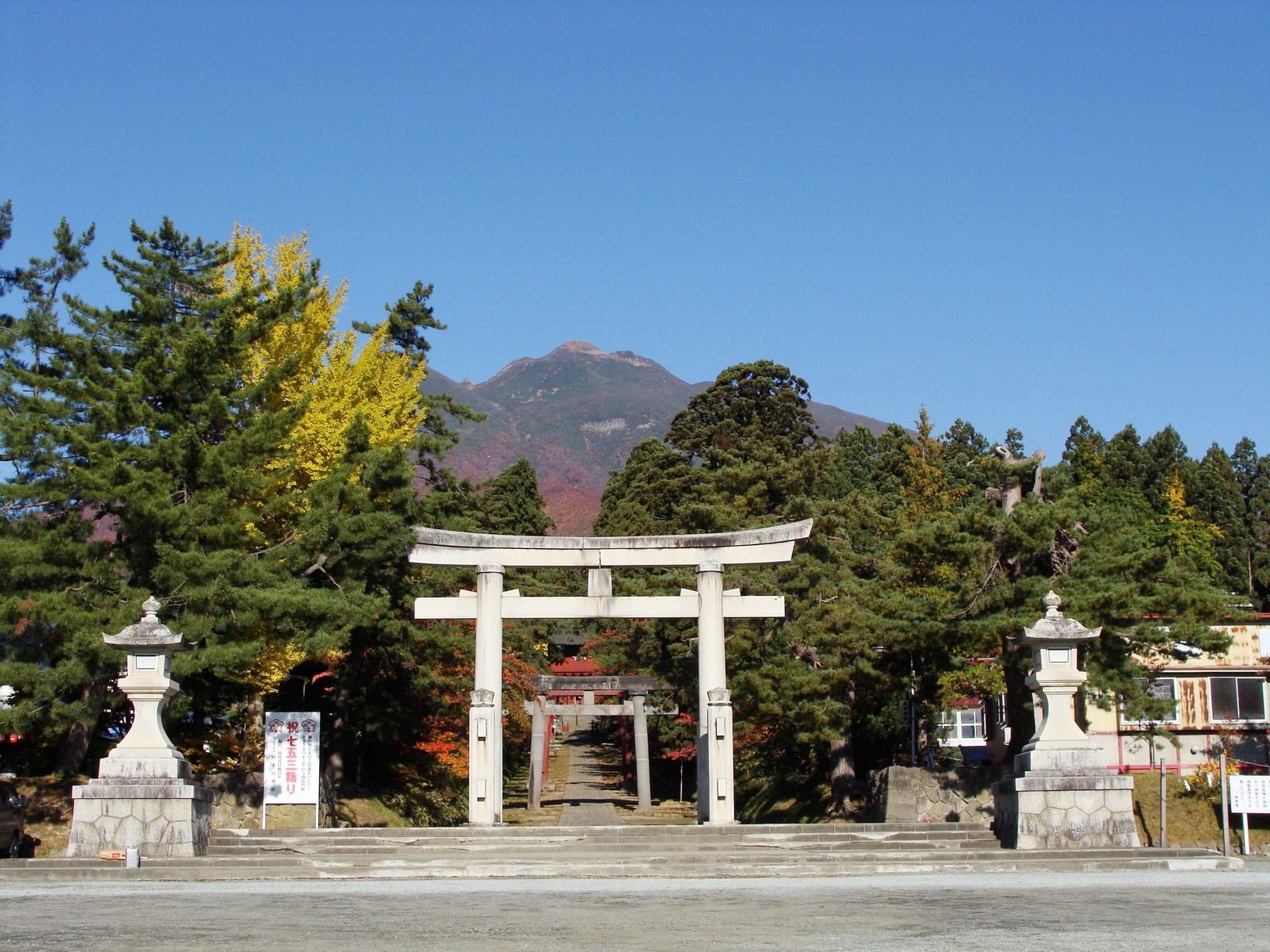
南東麓にある岩木山神社

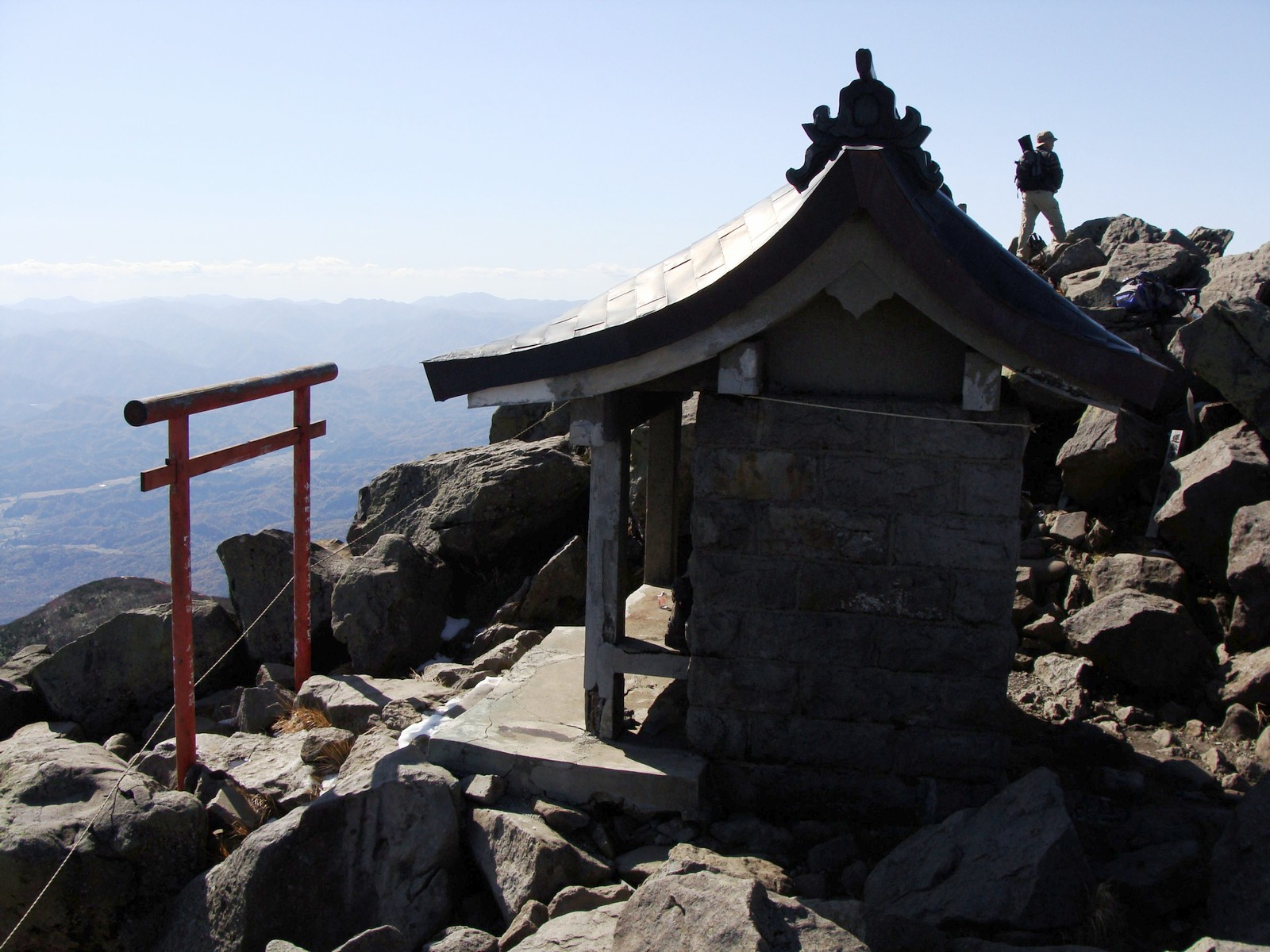
山頂にある岩木山神社奥宮

岩木山は、古くから山岳信仰の対象とされていて、山頂には岩木山神社奥宮がある。岩木山神社には、五大柱の神である岩木山大神が祀られている。丹後国の郎党大江時廉の陰謀によって滅ぼされた岩城正氏の子、安寿と厨子王丸の伝説が残されており、安寿が岩木山に祀られているため、岩木山の神は丹後国の人を忌み嫌うという言い伝えがあった。丹後国の人が当地に入ると風雨がうち続く悪天候となり、船の出入りができないとして厳しい吟味が行なわれ、入り込んだ丹後国の人は追い出された。安政5年5月24日の布令には「頃日天気不正に付、御領分へ丹後者入込候哉も難計に付右体之者見当候者、早速送返候様、尚亦諸勧進等も吟味仕候様被仰付候間、御家中竝在町寺社共不洩候様、此段被申触候以上。御目付」と書かれた。
山頂の神社奥宮では夏季になると職員が常駐し、お守りや登頂記念の手拭いを購入することができる。岩木山から遠い五所川原市市浦地区には、関東で見られる富士講のように、近隣の三角錐型の小さな山である靄山（標高152m）を岩木山に見立てて参詣する習俗があった。市浦地区の靄山には岩木山神社があり、別名「脇本岩木山」と呼ばれている。

### お山参詣
岩木山神社で毎年旧暦8月1日に行われる例大祭「お山参詣」（ヤマカゲともいう）は津軽地方最大の農作祈願祭で、国の重要無形民俗文化財に指定されている。多くの人々が五穀豊穣や家内安全を祈願して、深夜に山頂を集団登拝し御来光を拝む。参詣時に唱える言葉は、修験系のものである。お山参詣がいつから始まったかについては、鎌倉時代の初期からという説もあるが、はっきりしない。現在のような形式となったのは江戸時代中期（1719年）のころとされる。当時は、8月1日に山に入れたのは藩主のみであった。現在のように一般の人々による参詣が主となったのは、明治に入ってからであるとされる。
お山参詣は向山（むかいやま）、宵山（よいやま）、朔日山（ついたちやま）の全3日の行程で行われる。初日の「向山」では、多くの人々が岩木山神社の参道を上って参詣を行う。2日目の「宵山」では、参拝者たちが白装束に身を包み、登山囃子にあわせて｢サイギ、サイギ」と叫びながら、黄金色の御幣や多彩な幟を掲げて岩木山神社を目指す。3日目の「朔日山」は旧暦8月1日にあたり、参拝者たちは未明からいっせいに登り始め、山頂付近で御来光を拝む。岩木山神社に登拝の報告をし、バダラ踊りを踊りながら帰宅する。バダラ踊りは、登拝を終えた喜びと、岩木山の神霊の力により、登拝者たちに神通力が宿ったことを表しているとされる。
- 登山時の唱文
  - 懺悔懺悔（サイギサイギ） - 過去に犯した罪を悔い改める[6]。
  - 六根懺悔（ドッコイサイギ） - 目・耳・鼻・舌・身・意の六根の迷いを捨てる[6]。
  - 御山八大（オヤマサハツダイ） - 観音菩薩・弥勒菩薩・文殊菩薩・地蔵観音・普賢菩薩・不動明王・虚空蔵菩薩・金剛夜叉明王を指す[6]。
  - 金剛道者（コウゴウドウサ） - 金剛石のように堅く不動である信仰を指す[6]。
  - 一々礼拝（イーツニナノハイ） - 八大柱の神仏を礼拝する[6]。
  - 南無帰命頂礼（ナムキンミョウチョウライ） - 神仏に帰依しその意に従う[6]。
- 下山時の唱文
  - 跋折羅（バダラ、バサラ） - 極端にはしゃぐこと[6]。「いい山かげた朔日山かげた。バダラ、バダラ、バダラヨー」といいながらバダラ踊りを踊る[6]。

### 岩木山百沢寺旧記[15]
岩木山神社は廃仏毀釈運動以前は、百沢寺という寺院であった。百沢寺には『岩木山百沢寺旧記』という書が残されており、岩木山の各所のいわれが記録されている。
- 左の峰 - 岩鬼山　、　中央の峰 - 岩木山　、　右の峰 - 鳥海山
- 岩木山は白刃剣に似た峰で、この山の沢に一の滝、二の滝、三の滝がある。
- 三つの峰の総称は岩城山という。いつも雪が見える。形は富士山に似ているので、俗称は奥小芙蓉という。
- 昔、この山は外ヶ浜から一夜にして湧出したという。
- 嶽神園 - 岩鬼山の山頂にある。奇妙な樹木や草、綺麗な岩石がある。めでたい靄が発生し生気に満ちて天女が常に降りてくことを、多くの人が見ている。実に神仙が静養する所で、俗に嶽神園という。
- 赤倉 - 岩嶽の背に畳の壁のような赤い岩がそびえている。土地の者は古嶽の仙人がいる所としている。その神は喧嘩を忌み嫌うので、参拝者はそこでは黙っている。その昔騒がしくしたものがいて、暴風雨が起き人を害したという。また、ある言い伝えでは昔90歳の老鬼女がここに住もうとした。嶽の神はこれを最初許さなかったが、老女が眷属になってこの山を守るというので、嶽の神はこれを許した、その時の誓文が石の箱に収められ百沢寺にあるという。
- 鳴沢 - 赤倉山からの沢。流れる水が手を打つような音がすることから、この名がついている。
- 岩木山の西 - 二神石　2つの奇妙な石が相対するように立っている、胎内潜り　土地の者は、罪がことごとく消滅するので、多くの人がこの穴を潜るという、龍馬場　参詣する者が木の枝に絵をかける所。また龍馬が時に馳せるので名付けられた。
- 姥石 - 山麓にある。土地の者は大昔、嶽神の花若の慈母が化身したものだという。女子がこの石に祈ると必ず良い事が起きた。そのため、多くの土地の者がこの石に参詣した。
- 風穴 - 嶽の峰の方にある。（種薪苗代から鳳鳴ヒュッテの間にある）四角く穴の深さは測る事ができない。穴の口からは常に生風ににた風が吹いている。土地の者は若く汗をかいている人が嶽を参詣するので、怒って風を起こしている風の穴だという。諸人がここに至りつつしんだ気持ちになるという。またこの穴は男鹿半島に繋がっているとも言う。
- 嶽神庫 - 風穴の西にあり、岩が数千尺にわたってそびえている場所。その下は雨露を避け、蔵のようになっている。
- 鳥海山 - 右峰。古くはこの山頂に湖水があった。湖水の中に大きな鳥の形をした石があった。そのために名付けられた。慶長5年正月。土砂が湧き湖水は枯れた。今ではただ大きな石がある。
- 種蒔苗代 - 岩嶽の上部にある湖水。土地の者は、昔嶽の神が種を蒔いた所だという。嶽に参詣するものは必ずこの湖で祈念をした。神の助けがあるものは浮き、無いものは沈んだという。霊験ありあがめるべし。
- 錫杖清水 - 嶽の中央にある。（百沢コース、焼止り避難小屋を過ぎて種薪苗代の間にある）嶽の2仙の満字と錫杖がこの清水の傍らにいるという、そのために名付けられた。または、泉源が御室の下にあり、その形が錫杖に似ているために付けられたとも言う。正しいことを知っているものは誰もいない。参詣する者はここで渇きをいやす最も有益な清水である。

## 観光
独立峰のため山頂からは360度の展望が得られる。山麓には嶽温泉、湯段温泉、百沢温泉といった温泉地があり、温泉郷に挟まれて存在する沼や湿地帯は、ミズバショウの大群生地として知られる。岩木山では1985年（昭和60年）からオオヤマザクラの植樹による桜並木づくりが始まり、現在、約6500本が4月下旬から5月上旬にかけて開花し、約20kmに及ぶ並木道を彩っている。また、1905年（明治38年）、岩木山神社の神苑とされる地に植樹された吉野桜2,000本のうち、現在、約1,000本が残っており、桜の名所とされる。東北自然歩道（愛称は「新・奥の細道」）のうち、岩木山周辺にあるのは、12.3kmの「岩木山神社参拝のみち」と、8.9kmの「並木と山の出で湯をめぐるみち」である。

### 津軽岩木スカイライン

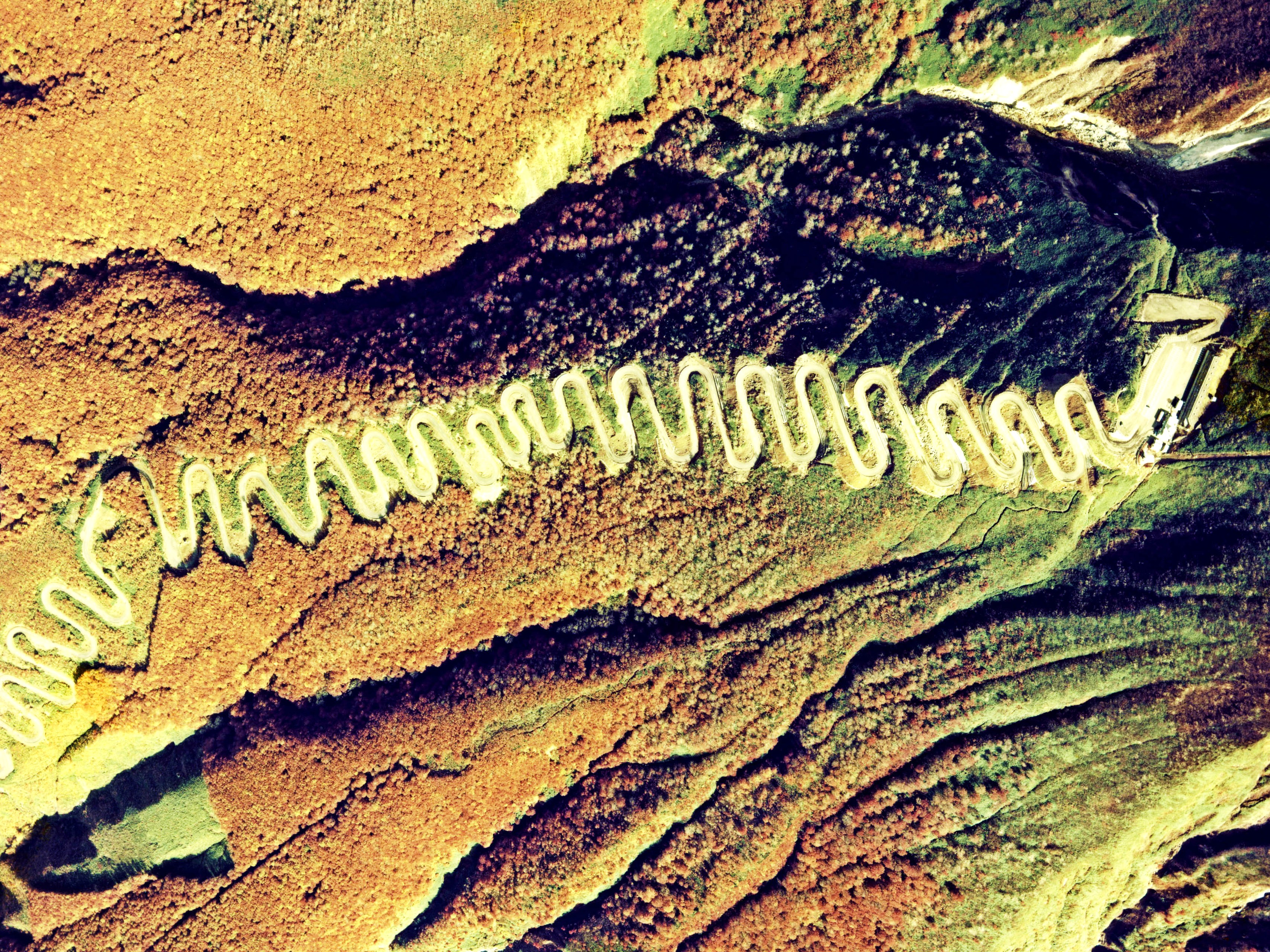
津軽岩木スカイライン
（1975年撮影）

株式会社岩木スカイラインが経営する津軽岩木スカイラインは、調査開始から4年以上の設計・工事を経て、1965年（昭和40年）8月25日に開通したもので、青森県で最初の有料自動車道とされる。4月中旬から11月上旬まで、羽黒温泉郷から岩木山の西側山腹の8合目まで、スカイラインを通じて自動車で行くことができ、弘前バスターミナルからの乗り合いバスも運行されている。69のカーブから成るつづら折れの構成が特徴である。なお、終点から、9合目の鳥海山までリフトが運行されている。
岩木山の7～8合目の津軽岩木スカイラインカーブの52～69番カーブ周辺にカラカの館と言われる城跡がある。空掘の跡や土塁・石塁があった。

### スキー場

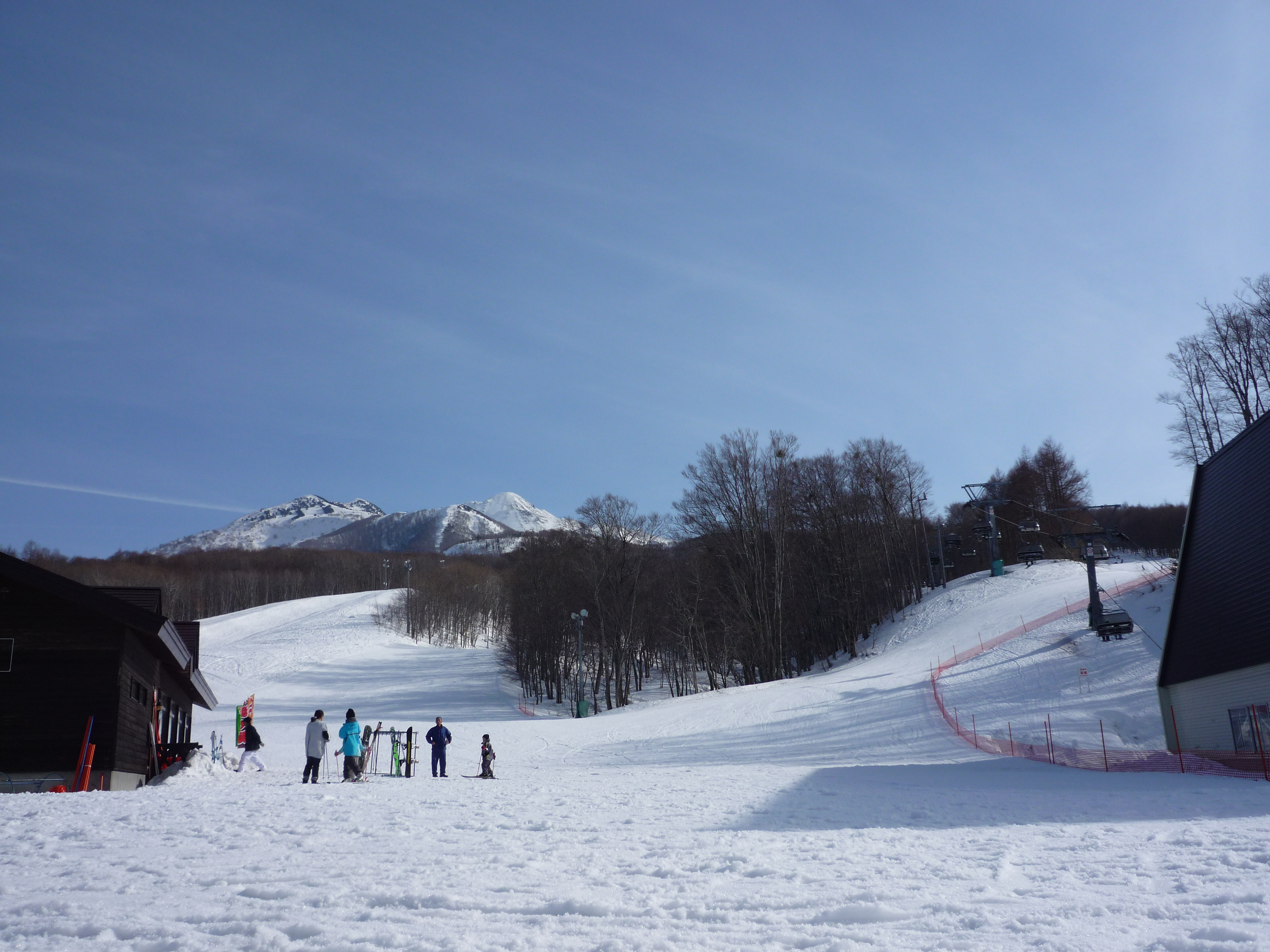
青森スプリング・スキーリゾート
奥が岩木山の山頂部

北西山腹には青森スプリング・スキーリゾート（旧・鯵ヶ沢スキー場→ナクア白神スキーリゾート）、南東山腹には岩木山百沢スキー場が建設されている。また、南西山腹の8合目までの斜面ではリフトなどの施設はないが、4月中旬頃から5月上旬の春スキーの期間だけ岩木山スカイラインスキー場が営業している。

### 登山
登山道は、長平登山道、大石赤倉登山道、弥生登山道、百沢登山道、岳登山道があり、百沢登山道は岩木山神社を経るため、お山参詣に利用されている。沿道には岩木山の固有種であるサクラソウ属のミチノクコザクラ（陸奥小桜）のほか、ウコンウツギやハイマツ、ミヤマキンバイなどの高山植物が自生している。鳳鳴避難小屋から百沢登山道に少し下ると種蒔苗代と呼ばれる小さな池があり、周囲ではミチノクコザクラが見られる。
赤倉神社を登山口にする大石赤倉登山道では、一番観音から順に観音があり、十一番観音が伯母石、十九番観音の祠が「鬼の土俵」と呼ぶ場所として有名。
1964年（昭和39年）1月に、秋田県大館鳳鳴高校の山岳部員5人が遭難し、4人が死亡する遭難事故が発生した。当時は高校生だった登山家の根深誠が、この捜索活動に参加していた。

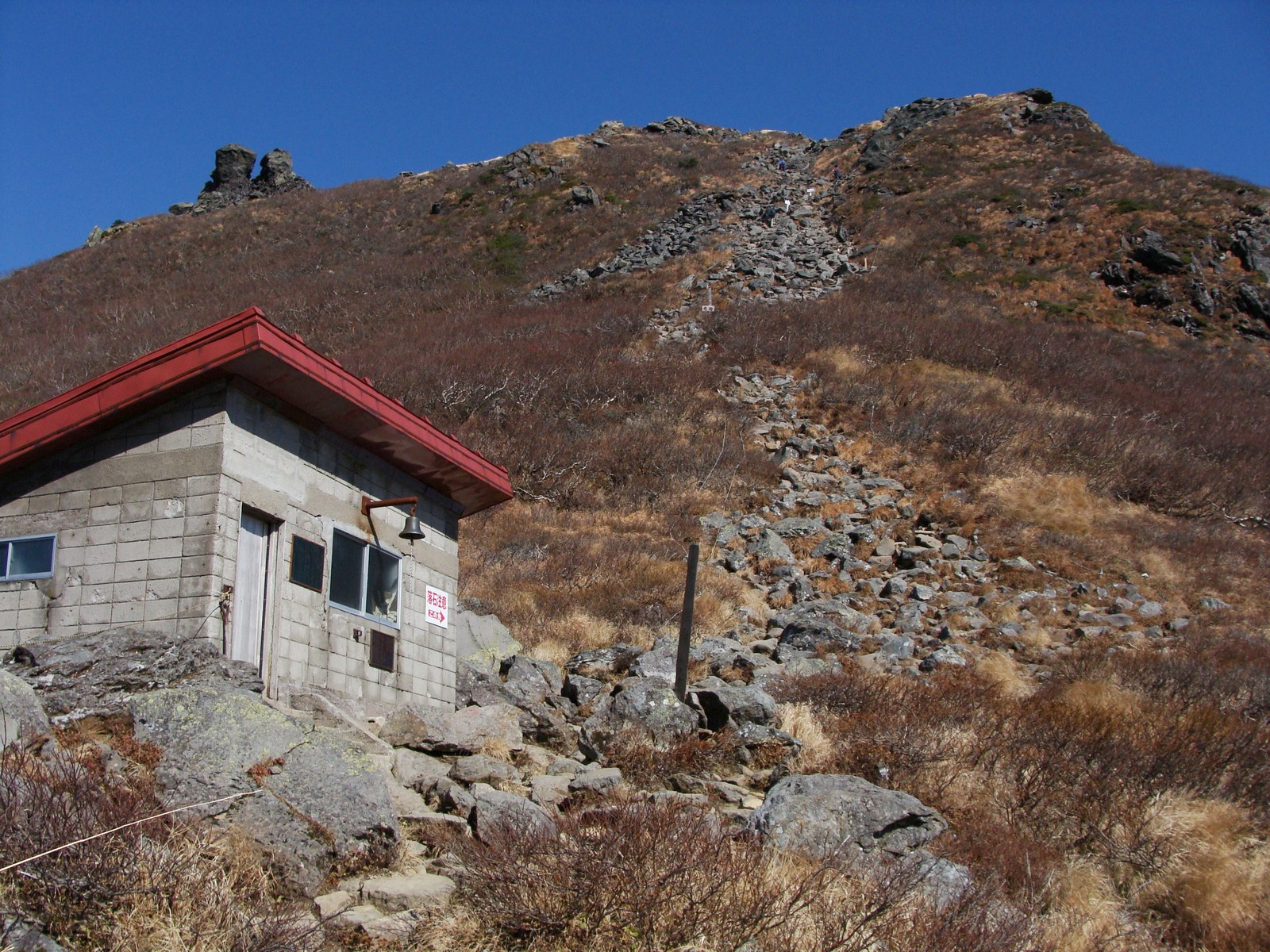
鳳鳴ヒュッテと岩場の登山道

山頂や登山道の途中には3つの避難小屋があり、このうち鳳鳴ヒュッテは大館鳳鳴高校の遭難事故の翌年に建てられた。
| 名称             | 所在地                   | 標高 (m) | 岩木山からの 方角と距離 (km) | 収容 人数 | 備考       |
| ---------------- | ------------------------ | -------- | ---------------------------- | --------- | ---------- |
| 岩木山頂避難小屋 | 山頂                     | 1,625    | 0                            | 10        | 1987年設置 |
| 鳳鳴ヒュッテ     | 岩木山頂西側の御倉石下部 | 1,490    | 南西 0.3                     | 4         | 1965年設置 |
| 焼止りヒュッテ   | 百沢コースの大沢出合手前 | 1,060    | 南南東 1.1                   | 10        | 1977年設置 |

## 地理
岩木山は津軽平野の南西部に立つ独立峰である。南西には白神山地があり、平野部に隔てられた東には八甲田山がある。
岩木川水系の支流である後長根川、大石川、大蜂川、山田川などのほか、中村川水系の支流である徳明川、白沢、赤沢など、鳴沢川水系の本流、鳴沢川が岩木山の山腹を源流としている。

## 岩木山の風景

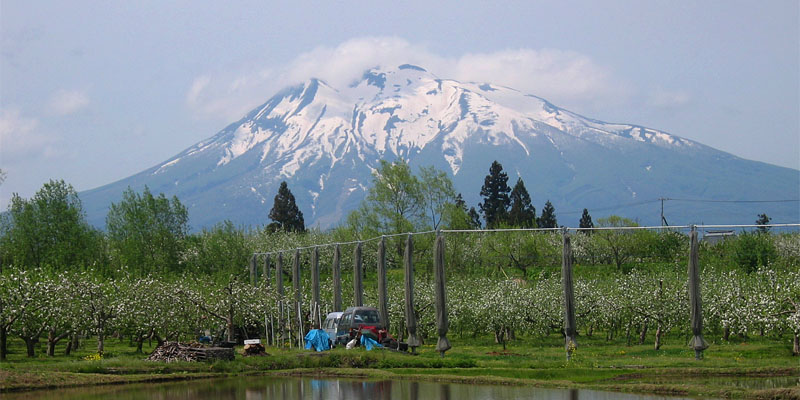
春のリンゴ畑と岩木山（弘前市小沢付近）
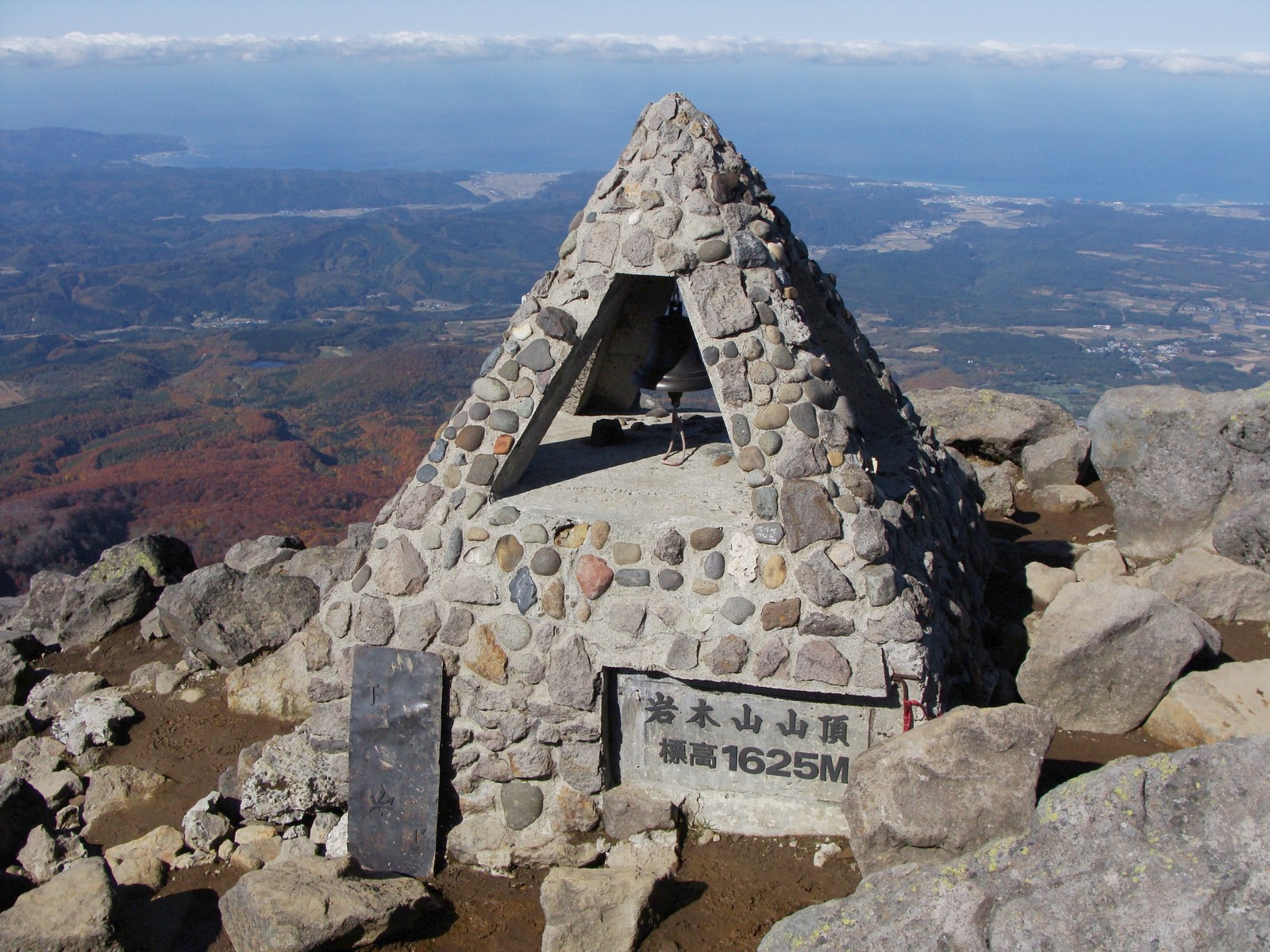
鐘の付いた山頂標
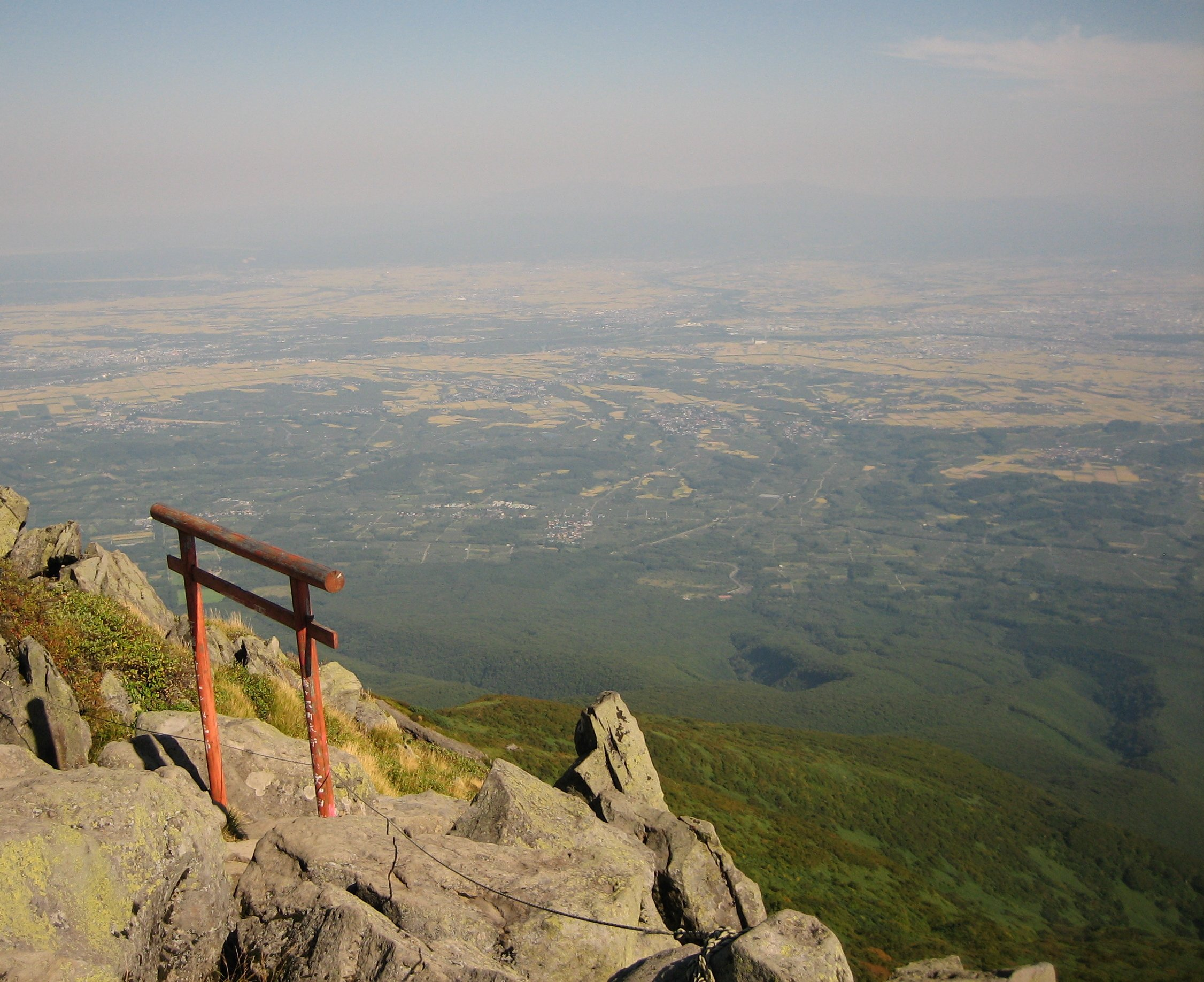
山頂付近から東方向
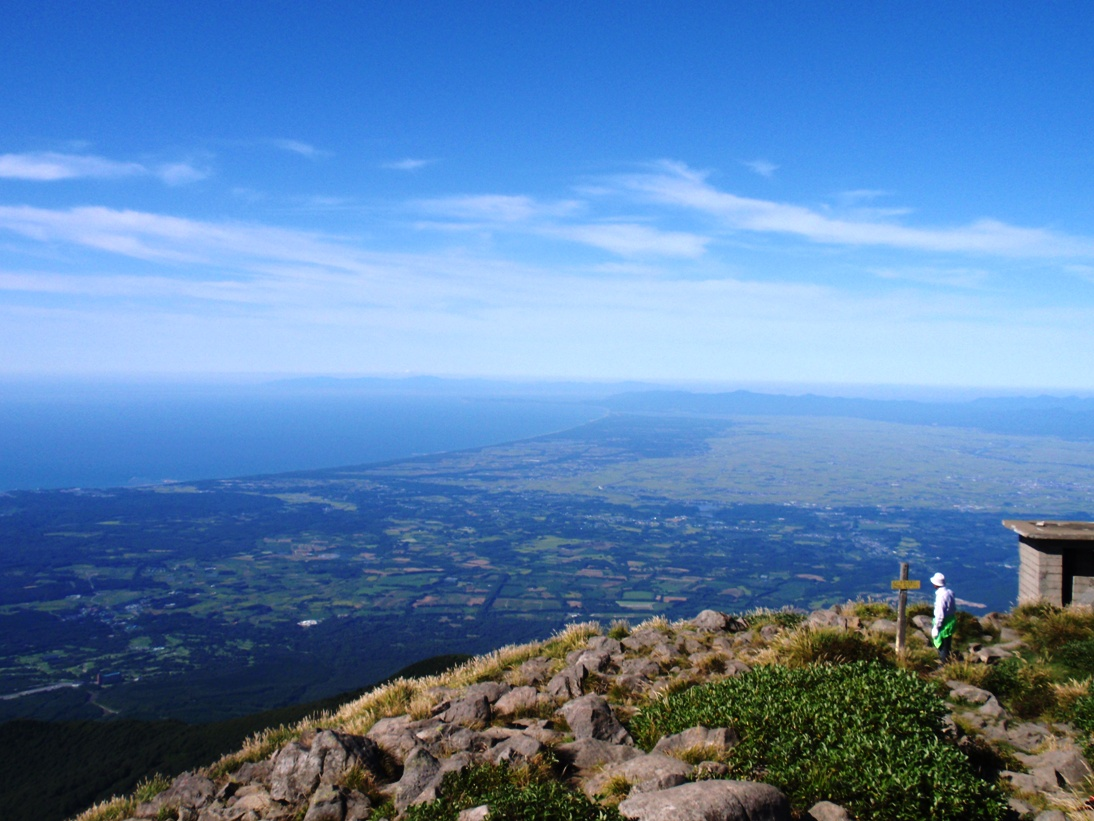
山頂付近から津軽半島西岸
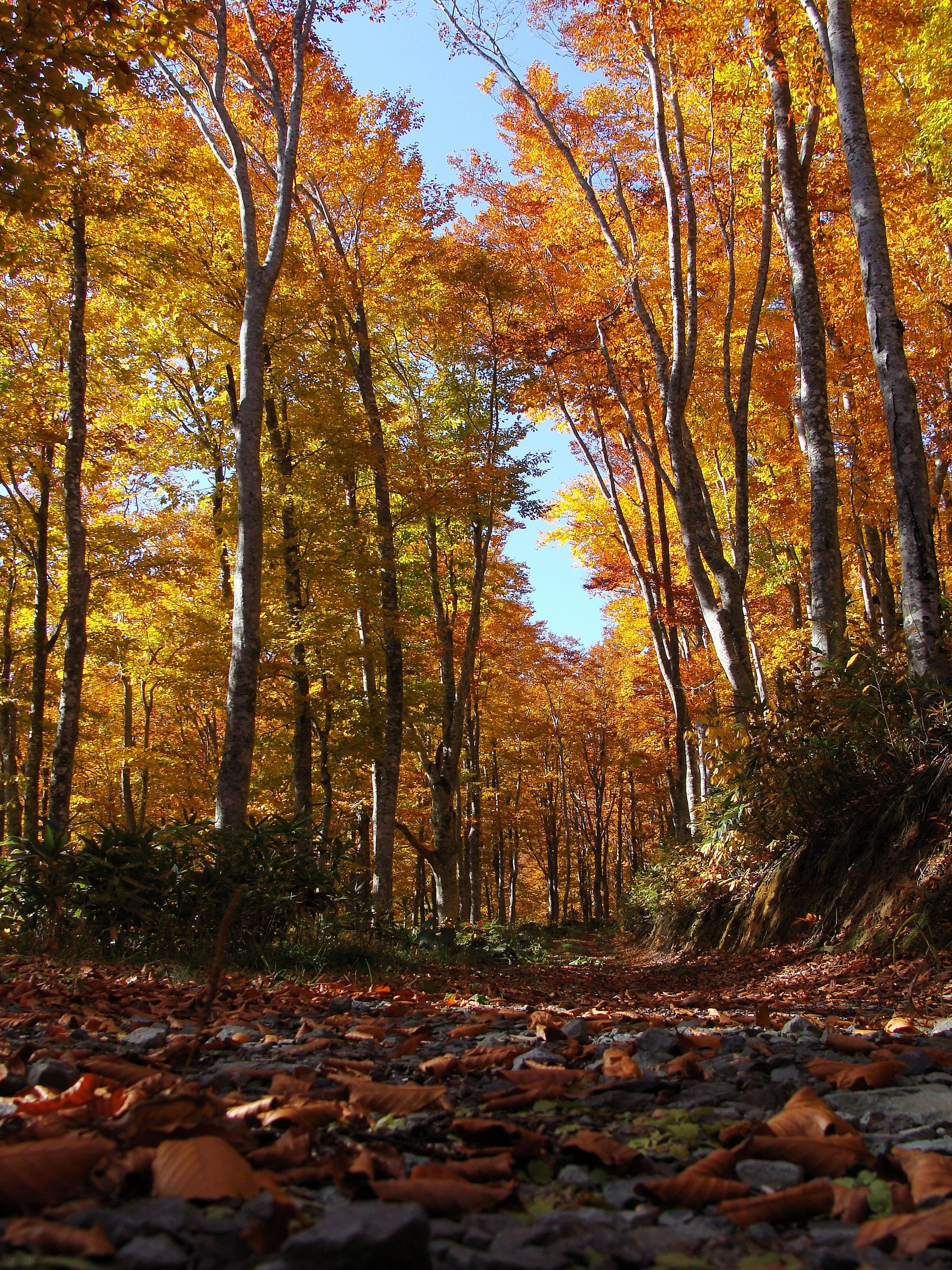
巨木の森遊歩道
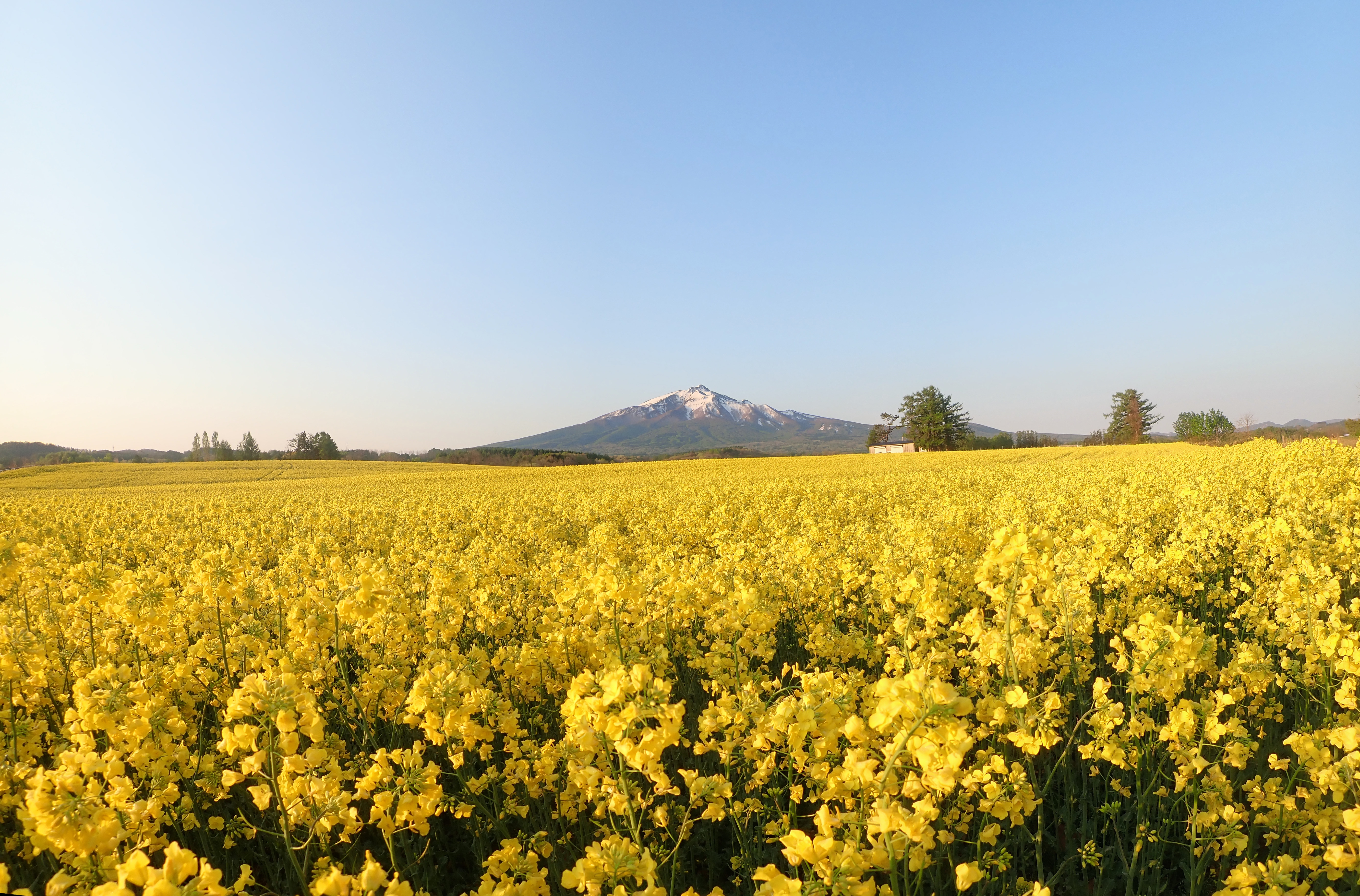
鰺ヶ沢町建石から見た岩木山（北北東）
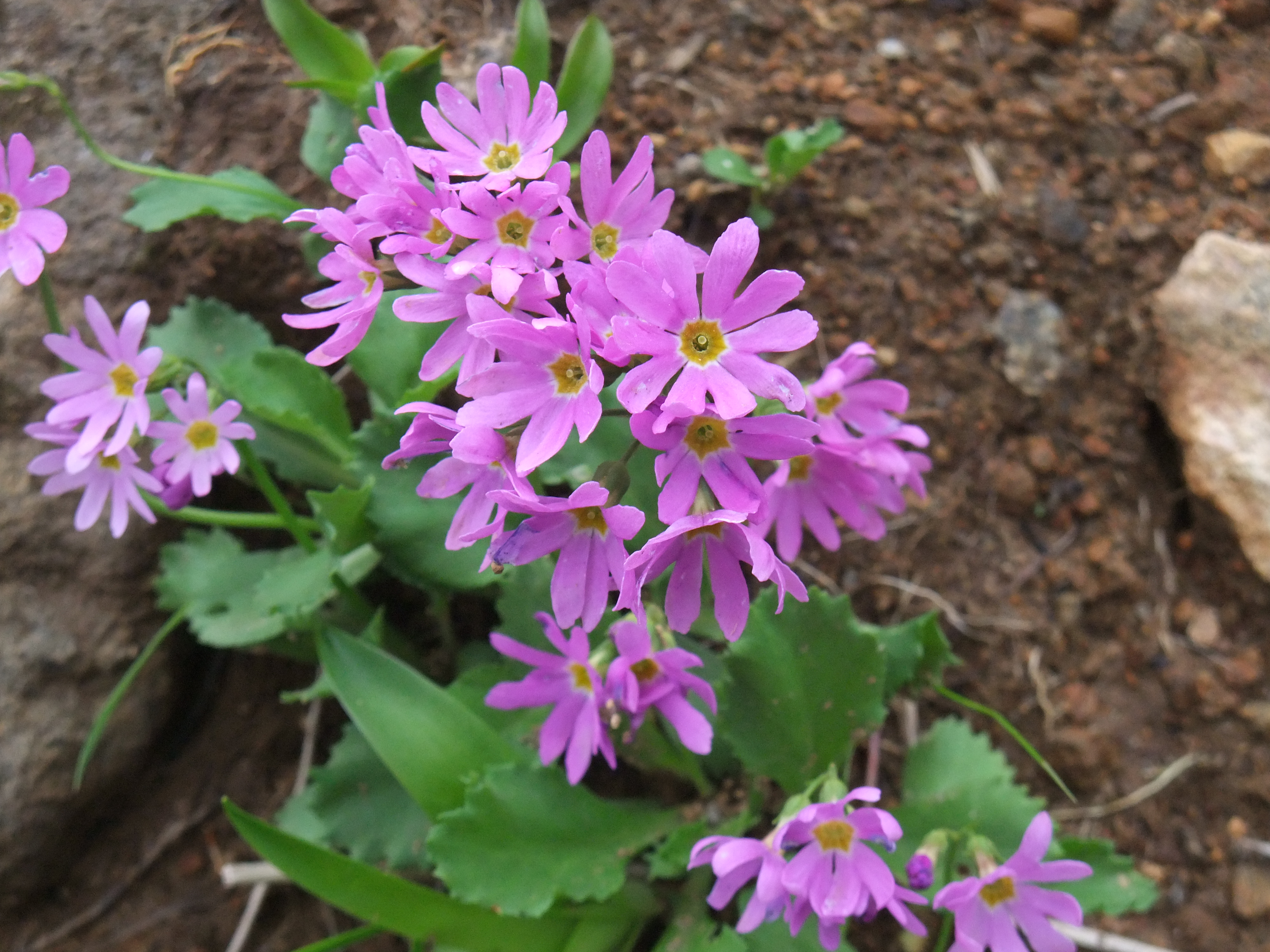
百沢コースの雪渓を抜け種蒔苗代の間に咲くミチノクコザクラ
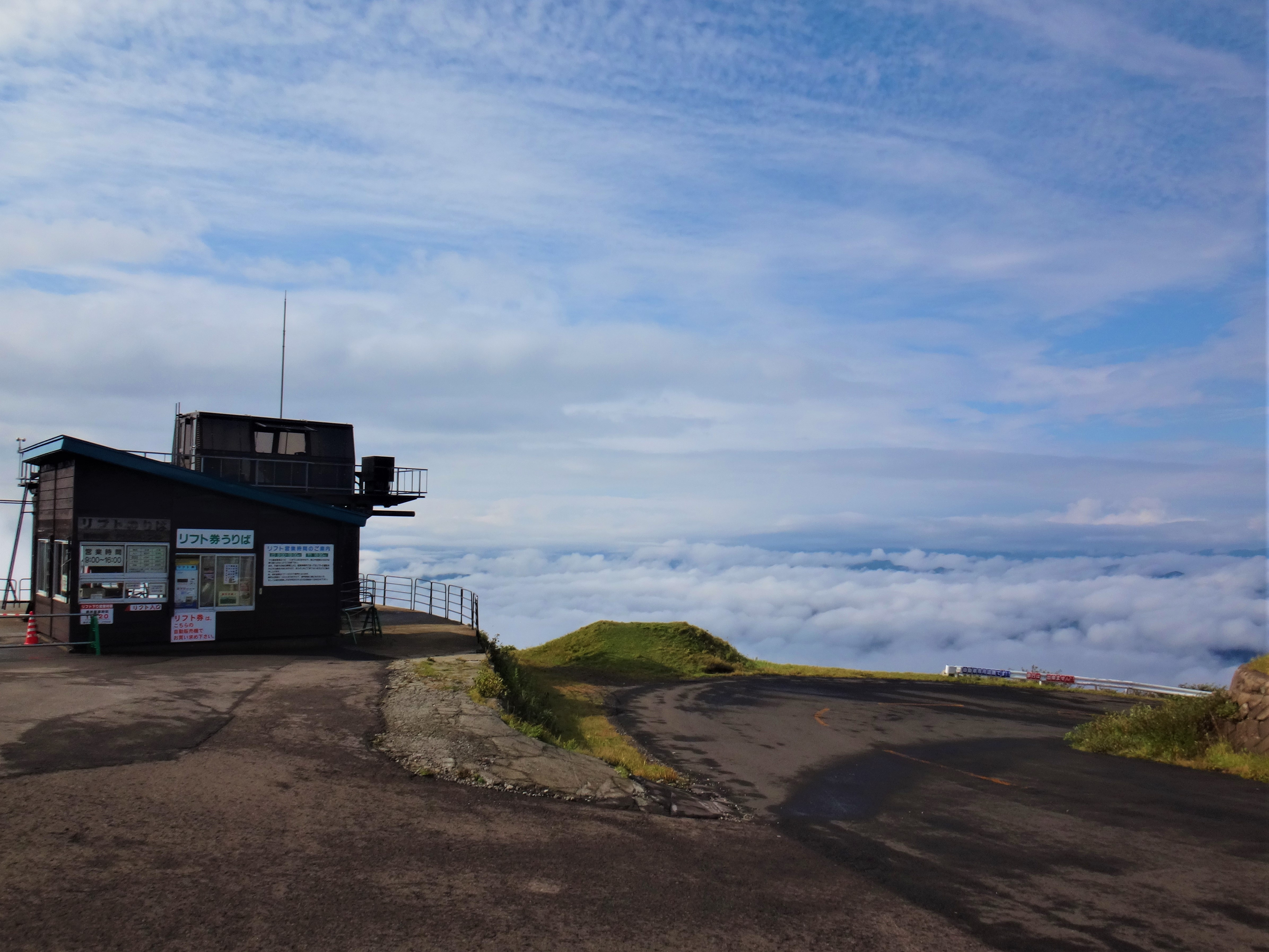
岩木山８合目ターミナルにて
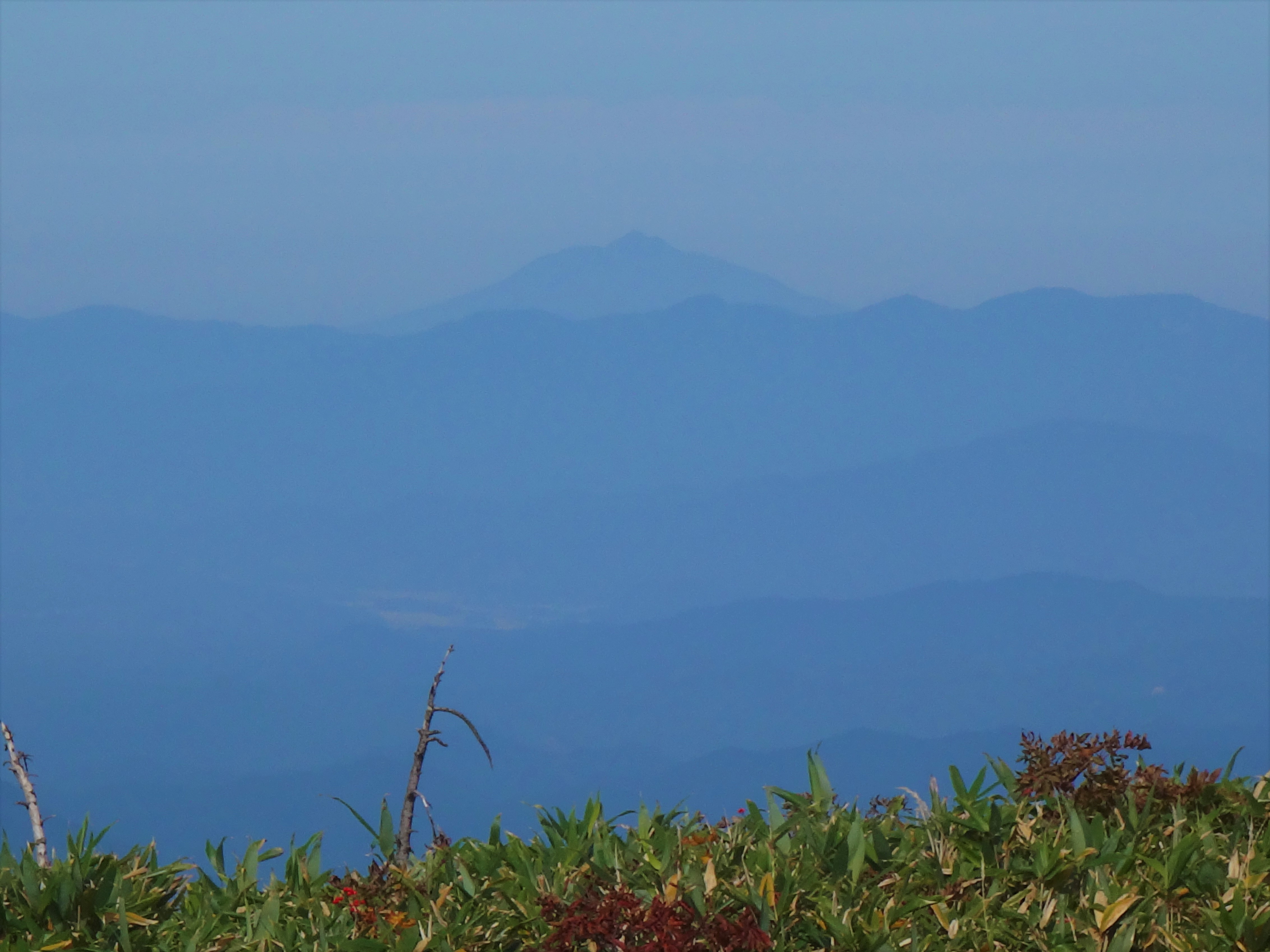
森吉山からの岩木山
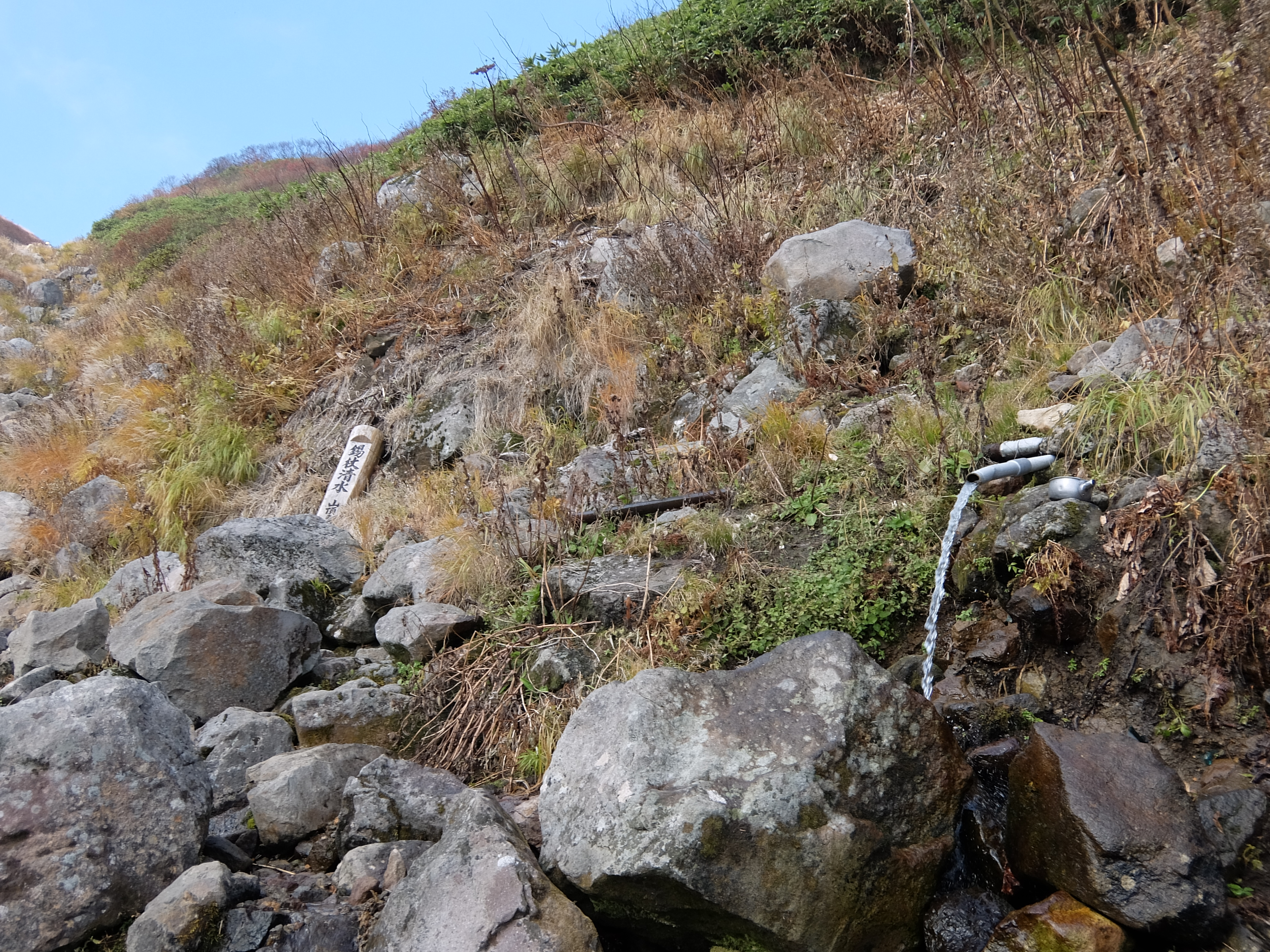
錫杖清水
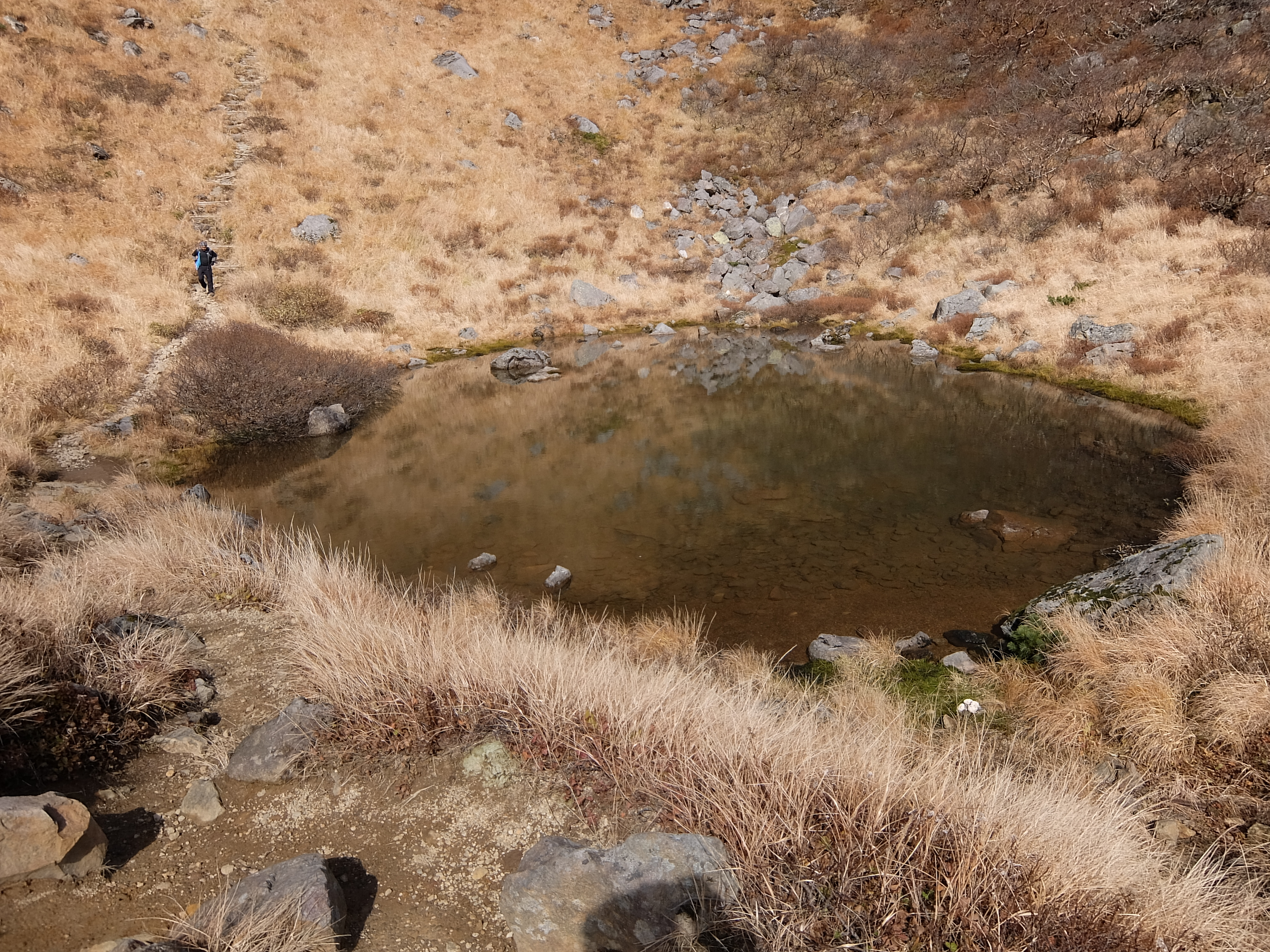
種蒔苗代
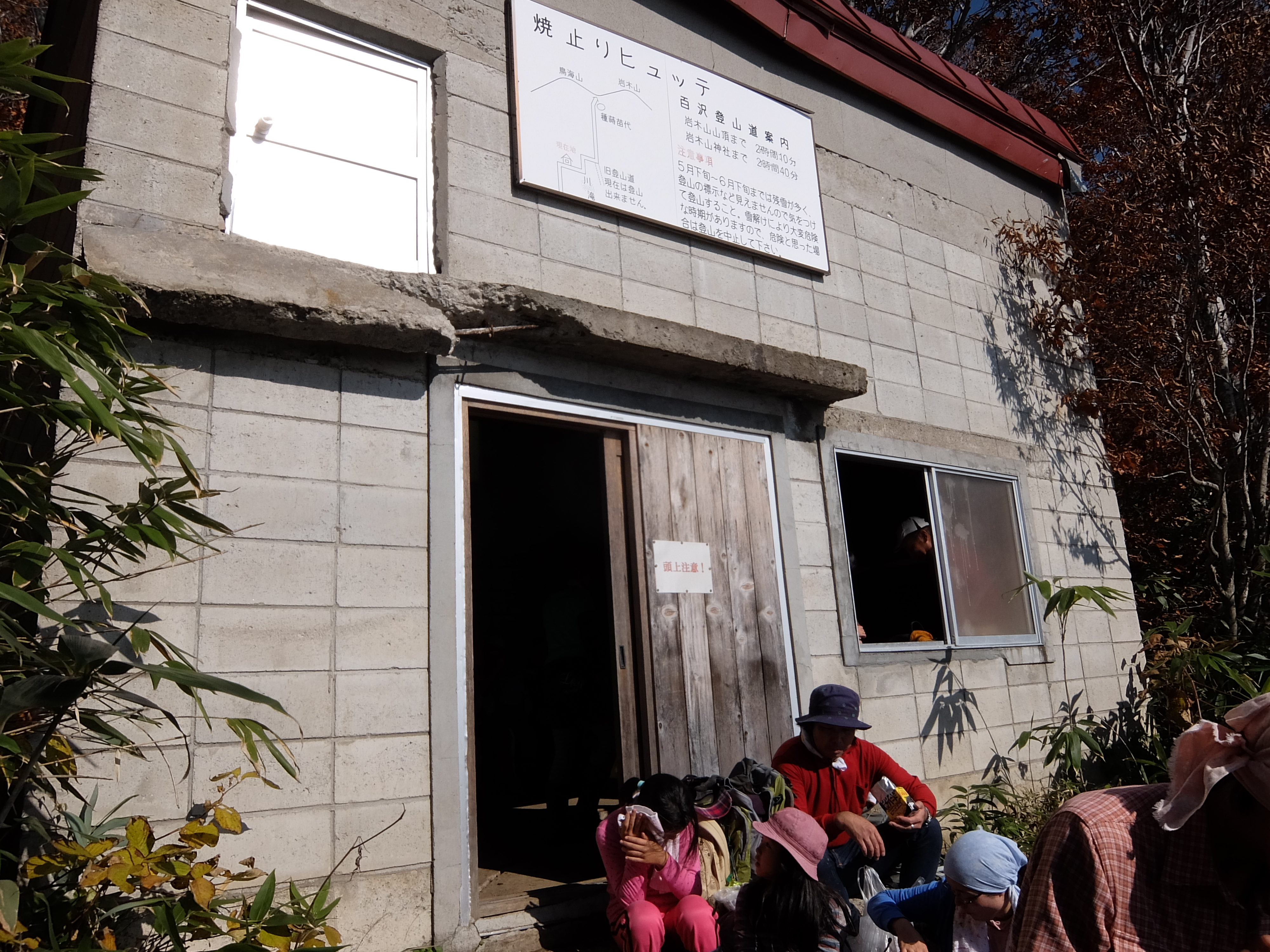
焼止まりヒュッテ